# Chino de Changsha
El chino de Changsha (en chino tradicional, 長沙話; en chino simplificado, 长沙话; pinyin, Chángshāhuà; xiang: tsã˩˧ sɔ˧ ɣo˨˩) es un dialecto del chino xiang. Se habla predominantemente en la ciudad Changsha, capital de la provincia de Hunan, China del Sur-Central. No es mutuamente inteligible con el mandarín estándar, la lengua oficial de China.

## Clasificación
El dialecto de Changsha forma parte de lo que los dialectólogos chinos llaman una variedad del xiang nuevo, también llamada subgrupo Chang-Yi (en chino simplificado, 长益片; pinyin, Chǎng-Yì piàn) porque agrupa principalmente los dialectos de Changsha y de Yiyang. La distinción con el xiang antiguo se basa principalmente en la presencia de las oclusivas y africadas sonoras del chino medio. Las variedades antiguas, al ser más conservadoras, en general las han conservado, mientras que las nuevas las han perdido por completo y sustituyéndolas por consonantes sordas no aspiradas. Aunque la mayoría de los dialectólogos chinos tratan los dialectos nuevos xiang como parte del grupo xiang, Zhou Zhenhe y You Rujie los clasifican como mandarín del sudoeste.

## Distribución geográfica
El dialecto de Changsha se habla principalmente en la ciudad de Changsha y suburbios vecinos. Sin embargo, existen ligeras diferencias entre el habla urbana y la suburbana. Por ejemplo, las  retroflejas se escuchan en los suburbios, pero no en la ciudad. Además, algunas palabras tienen un final diferente en las dos variedades.

### Dialectos
No existen diferencias sustanciales entre los dialectos de los barrios de Changsha; sin embargo, existen dialectos de edad. Por ejemplo, la distinción entre consonantes alveolares y alveolo-palatales sólo la hacen las personas mayores, mientras que las generaciones más jóvenes normalmente no las distinguen. Las finales [-oŋ], [-ioŋ]</link> se han convertido en [-ən], [-in] en el habla joven. Además, la consonante inicial [ɲ] en el habla de las personas mayores y de mediana edad se elimina por completo o se cambia a [l].

## Fonética y fonología
El dialecto de Changsha, junto con otras variedades del nuevo xiang, ha perdido las obstruyentes del chino medio, que se cambian a consonantes sordas no aspiradas . También ha perdido todas las oclusivas  finales que se encuentran en el tono rù (entrante o marcado) del chino medio.

### Consonantes
|                     |                      | Labial | Alveolar | Alveolo-<br id="mwUQ"> palatal | Retroflej | Velar |
| ------------------- | -------------------- | ------ | -------- | ------------------------------ | --------- | ----- |
| Nasal               | Nasal                | m      | n        | ɲ                              |           | ŋ     |
| Explosiva           | sorda sin aspiración | p      | t        |                                |           | k     |
| Explosiva           | aspirada sorda       | pʰ     | tʰ       |                                |           | kʰ    |
| Africada            | sorda sin aspiración |        | ts       | tɕ                             | tʂ        |       |
| Africada            | aspirado             |        | tsʰ      | tɕʰ                            | tʂʰ       |       |
| Fricativa           | sorda                | f      | s        | ɕ                              | ʂ         | x     |
| Fricativa           | sonora               |        | z        |                                | ʐ         |       |
| Aproximante lateral | Aproximante lateral  |        | l        |                                |           |       |

### Vocales
|     | - ∅ | - ∅ | - ∅ | - ∅ | - ∅ | - ∅ | -i  | -i  | -i | -u  | -u  | -u | -a | -n  | -n  | -n | Nasal |
| --- | --- | --- | --- | --- | --- | --- | --- | --- | -- | --- | --- | -- | -- | --- | --- | -- | ----- |
| ∅ - |     | o   |     | ɤ   |     | ɪ   |     |     |    |     |     |    |    |     |     |    | õ     |
| i-  | ei  | io  | iɛ  |     |     | i   |     |     |    | iəu | iau |    | ia | ian |     | in | iɛ̃    |
| tu- |     |     |     | uɤ  | uɑ  | u   | uai | uei |    |     |     |    |    | uan | uən |    |       |
| y-  |     |     | yɛ  |     |     | y   | yai | yei |    |     |     |    | ya | yan |     | yn | yɛ̃    |
| ə-  |     |     |     |     |     |     |     |     |    |     |     | əu |    |     |     | ən |       |
| a-  |     |     |     |     |     | a   |     |     | ai |     | au  |    |    |     |     | an |       |
| C-  |     |     |     |     |     |     |     |     |    |     |     |    |    |     |     |    | ɤ̃     |

### Tonos
Changsha tiene 6 tonos, que se neutralizan en sílabas que terminan en oclusiva.
| Número de tono | Nombre del tono    | Contorno del tono | Descripción |
| -------------- | ------------------ | ----------------- | ----------- |
| 1              | yin ping (陰平)    | ˧ (3) o ā         | medio       |
| 2              | yang ping (陽平)   | ˩˧ (13) o ǎ       | creciente   |
| 3              | shang sheng (上聲) | ˦˩ (41) o â       | descendente |
| 4              | yin qu (陰去)      | ˥ (5) o á         | alto        |
| 5              | yang qu (陽去)     | ˨˩ (21) o à       | bajo        |
| 6              | ru sheng (入聲)    | ˨˦ʔ (24 ′ ) o aʔ  | entrante    |